# Hud Zurdani
Hud Zurdani –en árabe, هود زورداني– (nacido el 17 de octubre de 1993) es un deportista argelino que compite en judo. Ganó una medalla en los Juegos Panafricanos de 2015, y siete medallas en el Campeonato Africano de Judo entre los años 2013 y 2022.

## Palmarés internacional
| Juegos Panafricanos | Juegos Panafricanos               | Juegos Panafricanos | Juegos Panafricanos |
| Año                 | Lugar                             | Medalla             | Categoría           |
| ------------------- | --------------------------------- | ------------------- | ------------------- |
| 2015                | Brazzaville (República del Congo) | Medalla de oro      | –66 kg              |
| Campeonato Africano |                                   |                     |                     |
| Año                 | Lugar                             | Medalla             | Categoría           |
| 2013                | Maputo (Mozambique)               | Medalla de bronce   | –66 kg              |
| 2014                | Puerto Louis (Mauricio)           | Medalla de bronce   | –66 kg              |
| 2015                | Libreville (Gabón)                | Medalla de oro      | –66 kg              |
| 2016                | Túnez (Túnez)                     | Medalla de bronce   | –66 kg              |
| 2017                | Antananarivo (Madagascar)         | Medalla de oro      | –66 kg              |
| 2018                | Túnez (Túnez)                     | Medalla de bronce   | –66 kg              |
| 2022                | Orán (Argelia)                    | Medalla de plata    | –73 kg              |